# Reprezentacja Gruzji w piłce wodnej kobiet
Reprezentacja Gruzji w piłce wodnej kobiet – zespół, biorący udział w imieniu Gruzji w meczach i sportowych imprezach międzynarodowych w piłce wodnej, powoływany przez selekcjonera, w którym mogą występować wyłącznie zawodnicy posiadający obywatelstwo gruzińskie. Za jej funkcjonowanie odpowiedzialny jest Gruziński Związek Piłki Wodnej (GWPF), który jest członkiem Międzynarodowej Federacji Pływackiej.